# Zendesk
Zendesk — американская технологическая компания со штаб-квартирой в Сан-Франциско, Калифорния. Компания была основана в Копенгагене, Дания, в 2007 году. Zendesk привлекла около $86 млн венчурных инвестиций, прежде чем выйти на биржу в 2014 году.

## История

### Происхождение и финансирование
Zendesk был основан в Копенгагене, Дания, в 2007 году тремя друзьями: Мортеном Примдалом, Александром Агассипуром и Миккелем Сван. Первоначально Zendesk финансировался соучредителями, каждый из которых работал консультантами, чтобы содержать свою семью. Осенью 2007 года у компании было около 1000 клиентов. Первоначально интерес к программному обеспечению Zendesk распространялся с помощью рекомендаций и преимущественно среди других стартапов.Распространение использования сервиса ускорилось в 2008 году из-за повышенного интереса к реагированию на жалобы клиентов в социальных сетях и после того, как Twitter начал использовать Zendesk.
Венчурные инвесторы были готовы инвестировать в Zendesk, только если бы компания переехала в Соединённые Штаты, где было большинство их клиентов. Поэтому в 2009 году Zendesk переехал в Бостон, штат Массачусетс. Приблизительно через полгода они совершили второй переезд, на этот раз в Сан-Франциско, Калифорния. Компания собрала 500 000 долларов США начального финансирования, после чего последовали раунд финансирования серии A и раунд серии B на сумму 6 миллионов долларов. Zendesk привлёк 19 миллионов долларов в рамках раунда финансирования серии C в декабре 2010 года, а затем 60 миллионов долларов в раунде финансирования серии D в 2012 году. Благодаря этому общее финансирование венчурного капитала достигло примерно 86 миллионов долларов США.

### 2010—2016 годы
В 2010 году многие клиенты угрожали оставить Zendesk в ответ на значительное повышение цены после появления новых функций. Zendesk извинился, отказался от нового ценообразования и пообещал никогда не изменять цены для существующих клиентов за функции, которые они уже имеют. В том же году Zendesk создал свою первую команду продаж. Zendesk переехал в более крупный офис в районе Тендерлойн в Сан-Франциско в 2011 году. Город и округ Сан-Франциско предоставили Zendesk шестилетний налоговый стимул для переезда в этот район в обмен на выполнение общественных работ.
Zendesk вырос на международном уровне, и со временем были открыты офисы в Ирландии, Дании и Австралии. В 2017 году Zendesk открыл офис в Сингапуре. По состоянию на 2011 год половина клиентов Zendesk были за пределами Соединённых Штатов. Хотя компания ещё не была прибыльной, доход Zendesk с 2010 по 2012 год вырос в пять раз. Доходы выросли с 38 миллионов долларов в 2012 году до 72 миллионов долларов в 2013 году. Zendesk представил свой первый маркетплейс приложений для сторонних разработчиков ПО в 2012 году. К 2013 году у компании было 450 сотрудников.
В 2014 году Zendesk провёл IPO и была оценена в 1,7 миллиарда долларов. В том же году Zendesk объявила о своём первом приобретении. Zendesk купил компанию по живому общению под названием Zopim за 29,8 миллиона долларов. Также Zendesk приобрёл французскую аналитическую компанию BIME за 45 миллионов долларов. Zendesk также приобрёл стартап Outbound.io, разработавший программное обеспечение для управления прямым общением с клиентами на сайтах социальных сетей. Кроме того, Zendesk приобрёл Base, разработавший программное обеспечение для автоматизации продаж, конкурировавшее с Salesforce.com, за 50 миллионов долларов.
Первоначально программное обеспечение Zendesk было сосредоточено на поддержке малого бизнеса, но со временем оно перешло на помощь крупным компаниям. Zendesk также перешёл от фокусировки на входящих запросов клиентов к активному общению с клиентами на основе комментариев, сделанных ими в Интернете. В 2016 году Zendesk изменил свой логотип и осуществил ребрендинг, чтобы подчеркнуть активный контакт с клиентами.

### В 2023 году
Роскомнадзор заблокировал на территории России сайт американского разработчика программного обеспечения Zendesk по причине неудаления запрещённого содержимого.

### Партнеры
Zendesk работает с сетью партнеров по всему миру. На Украине Zendesk работает с компанией Cloudfresh, имеющей статус Zendesk Premium Partner на Украине, Центральной Европе и СНГ.

### Сервисы
Zendesk разрабатывает и продает программное обеспечение обслуживания клиентов, продаж и другого взаимодействия с клиентами. Zendesk генерирует номер обращения для клиентов как напрямую через форму запросов клиента, так и из публикаций клиентов в социальных сетях. Затем номер обращения клиента назначается агенту по обслуживанию клиентов.